# Sroki (województwo wielkopolskie)
Sroki – wieś w Polsce, położona w województwie wielkopolskim, w powiecie krotoszyńskim, w gminie Kobylin.
W latach 1975–1998 miejscowość administracyjnie należała do województwa leszczyńskiego.